# NGC 165
NGC 165 ist eine Balken-Spiralgalaxie vom Hubble-Typ SBbc im Sternbild Walfisch südlich des Himmelsäquators. Sie ist schätzungsweise 266 Millionen Lichtjahre von der Milchstraße entfernt und hat einen Durchmesser von etwa 125.000 Lichtjahren.

Im selben Himmelsareal befinden sich u. a. die Galaxien NGC 151, NGC 153, NGC 155, NGC 163.
Das Objekt wurde am 10. Dezember 1798 von dem deutschen Astronomen William Herschel entdeckt.